# Papaver somniferum subsp. setigerum
Papaver somniferum subsp. setigerum é uma subespécie de planta com flor pertencente à família Papaveraceae. 
A autoridade científica da subespécie é (DC.) Arcang., tendo sido publicada em Compendio della Flora Italiana 25. 1882.
Os seus nomes comuns são dormideira, dormideira-brava, dormideira-dos-jardins ou dormideira-das-boticas.

## Portugal
Trata-se de uma subespécie presente no território português, nomeadamente em Portugal Continental e no Arquipélago da Madeira.
Em termos de naturalidade é nativa das duas regiões atrás indicadas.

## Protecção
Não se encontra protegida por legislação portuguesa ou da Comunidade Europeia.